# Balthasar-Behem-Kodex

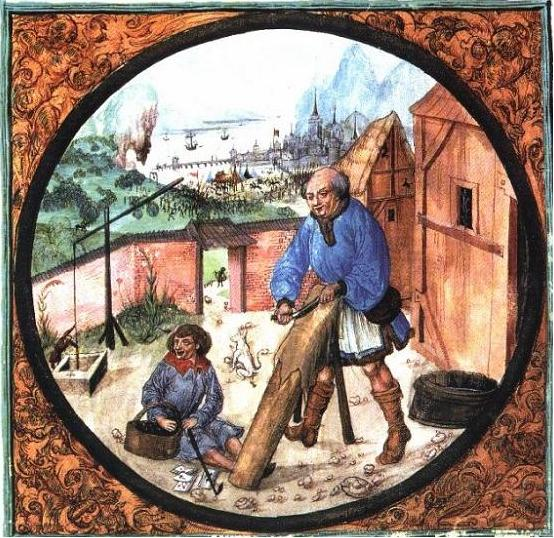
Der Hofraum des Gerbers

Der Balthasar-Behem-Kodex (poln. Kodeks Baltazara Behema) oder Codex Picturatus ist eine 1505 vom Krakauer Stadtschreiber Balthasar Behem (* ca. 1460; † 1508) in deutscher Sprache mit gotischen Buchstaben verfasste Handschrift, die die Privilegien und Statuten von Krakau (Jura municipalia – Wylkör der Stad Willkür, Stadtrecht) sowie die Krakauer Gilden und Zünfte dokumentiert.
Das Werk, das als Quelle für das Alltagsleben der Handwerker geschätzt wird und in der Jagiellonischen Bibliothek in Krakau verwahrt wird, enthält zudem lateinische Texte und vor allem 27 anspruchsvolle farbige Illustrationen. Die Seite 246 v. etwa zeigt die Bäcker mit der Überschrift: Pistores – Das ist der briff und gesetcze der Becker czu Krokaw.
Vermutlich durch Tod des Verfassers bedingt finden sich im Kodex auf den Seiten 276 bis 300 keine Textpassagen, aber einige Illustrationen, etwa   von Erzgießern.